# Нортон (тауншип, Миннесота)
Нортон (англ. Norton) — тауншип в округе Уинона, Миннесота, США. На 2000 год его население составило 527 человек.

## География
По данным Бюро переписи населения США площадь тауншипа составляет 84,5 км², из которых 84,5 км² занимает суша, водоёмов нет.

## Демография
По данным переписи населения 2000 года здесь находились 527 человек, 181 домохозяйство и 139 семей.  Плотность населения —  6,2 чел./км².  На территории тауншипа расположено 190 построек со средней плотностью 2,2 построек на один квадратный километр. Расовый состав населения: 98,48 % белых, 0,57 % азиатов, 0,38 % c Тихоокеанских островов и 0,57 % приходится на две или более других рас.
Из 181 домохозяйства в 38,7 % воспитывались дети до 18 лет, в 69,1 % проживали супружеские пары, в 3,9 % проживали незамужние женщины и в 22,7 % домохозяйств проживали несемейные люди. 18,2 % домохозяйств состояли из одного человека, при том 8,3 % из — одиноких пожилых людей старше 65 лет. Средний размер домохозяйства — 2,91, а семьи — 3,34 человека.
29,6 % населения — младше 18 лет, 8,7 % — в возрасте от 18 до 24 лет, 26,0 % — от 25 до 44, 24,3 % — от 45 до 64, и 11,4 % — старше 65 лет. Средний возраст — 38 лет. На каждые 100 женщин приходилось 111,6 мужчин.  На каждые 100 женщин старше 18 приходилось 105,0 мужчин.
Средний годовой доход домохозяйства составлял 43 636 долларов, а средний годовой доход семьи —  44 306 долларов. Средний доход мужчин —  35 368  долларов, в то время как у женщин — 22 500. Доход на душу населения составил 16 211 долларов. За чертой бедности находились 4,3 % семей и 5,3 % всего населения тауншипа, из которых 5,3 % младше 18 и 8,0 % старше 65 лет.